# Илия Славков
Илия Димитров Славков е български стопански деец, общественик и политик. Народен представител е в XXIV и XXV народно събрание.

## Биография

### Семейство, образование, стопанска и обществена дейност
Илия Славков е роден на 18 октомври 1898 година в неврокопското село Старчища, тогава в Османската империя, днес в Гърция, в семейството на Димитър (Митруш) К. Славков, революционер, деец на ВМОРО и Елена Паскалева. Още на 12-годишна възраст Илия Славков участва в революционните борби като куриер с поверителни задачи и като разводач на Георги Занков, Динката Търлишки, Яворов и други.
В 1913 година, след като Старчища попада в Гърция вследствие на Междусъюзническата война, семейството на Илия Славков бяга в свободна България и се установява в Неврокоп, където бащата основава земеделско стопанство.
Илия Славков завършва Търговската гимназия в Бургас. По време на Първата световна война служи в инженерните войски, а след като завършва Железопътната школа – в железопътните войски.
След войната следва търговски науки в Париж, Франция. След завръщането си в България поема стопанството на баща си. Въвежда модерните тютюневи сушилни с етажна система. Става активен деец на тютюневите кооперации. Директор е на кооперация „Македонски тютюни“ и член на управителния ѝ съвет. Председател и подпредседател на Съюза на тютюневите кооперации в България.
В Неврокоп той е член-основател на Неврокопската популярна банка, дълги години е председател и член на управителния ѝ съвет. Председател е на спортното дружество „Юнак“, на Ловното дружество и на читалище „Просвета“. Избиран е многократно за общински съветник.
Илия Славков е един от противопоставящите се на терористичните действия на ВМРО, поради което в периода между 1923 и 1934 година няколко пъти напуска околията, прогонван от ВМРО.

### Народен представител
За народен представител от Неврокоп в XXIV и XXV народно събрание е избиран с подкрепата на РП(к) и БЗНС и на по-голямата част от гражданите. И двата пъти е избиран след тежка битка с кандидатите на ВМРО. На изборите за XXV народно събрание се изправя срещу кандидата на бившата ВМРО Асен Аврамов.
Като народен представител Илия Славков е против Закона за защита на нацията и при гласуването му напуска залата.
На 17 март 1943 година Славков е един от 43-мата проправителствени депутати, подписали инициираното от Димитър Пешев писмо до министър-председателя Богдан Филов срещу депортирането на евреите в България. Изразява убедеността си, че „тази постъпка на група народни представители спаси еврейството в България и страната ни от един непоправим позор“.
Илия Славков полага големи усилия, за да предпази от смъртна присъда 38 души от Неврокопска околия, изправени пред военен съд за конспиративна дейност, и свидетелства за част от тях. Застъпва се за братя Лукови, помага, когато членове на семействата им са изправени пред съд или въдворени в концлагер за конспиративна дейност.

### След Деветосептемврийския преврат
След Деветосептемврийския преврат от 1944 година е съден от Втори върховен състав на така наречения Народен съд. Пред съда десетки свидетели посочват, че той е защитавал от неправди бедните и слабите, както и комунисти пред съда, че неврокопското еврейство „дължи много на народния представител Илия Славков, който винаги се е отзовавал на молбите им, въпреки строгите мерки на властта“, че винаги е помагал на нуждаещите се.
Осъден е на 15 години строг тъмничен затвор, глоба от 3 милиона лева, лишаване от права по чл. 30 от НЗ за срок от 20 години и конфискация на целия му имот за това, че в началото е подкрепял вътрешната политика на правителството, но след това е променил становището си и доказателство за това са добрите отношения, които е поддържал при определени обстоятелства с партизаните и техните семейства.
Освободен е предсрочно през 1947 година. Работи в стопанството си и не влиза в ТКЗС, заради което е подложен на тормоз от властта.
По време на Унгарското въстание (1956) е арестуван, понеже „разпространява вражески слухове и неверни твърдения по отношение на народната власт, които изграждат недоверие към властта и внасят смущение сред обществото“. Привлечен е като обвиняем. ДС го подозира и в шпионска дейност, но тъй като бил „хитър и предпазлив“, не можели да докажат това. Следствието установява, че изказвал недоверие към ТКЗС, бил с враждебно отношение към властта и се ползвал с авторитет сред вражеските елементи. Въдворен е в концлагера „Белене“ за една година. Синът му Хари Славков е изключен от Строителния институт.
Илия Славков умира в 1960 година.